# 利斯特湖

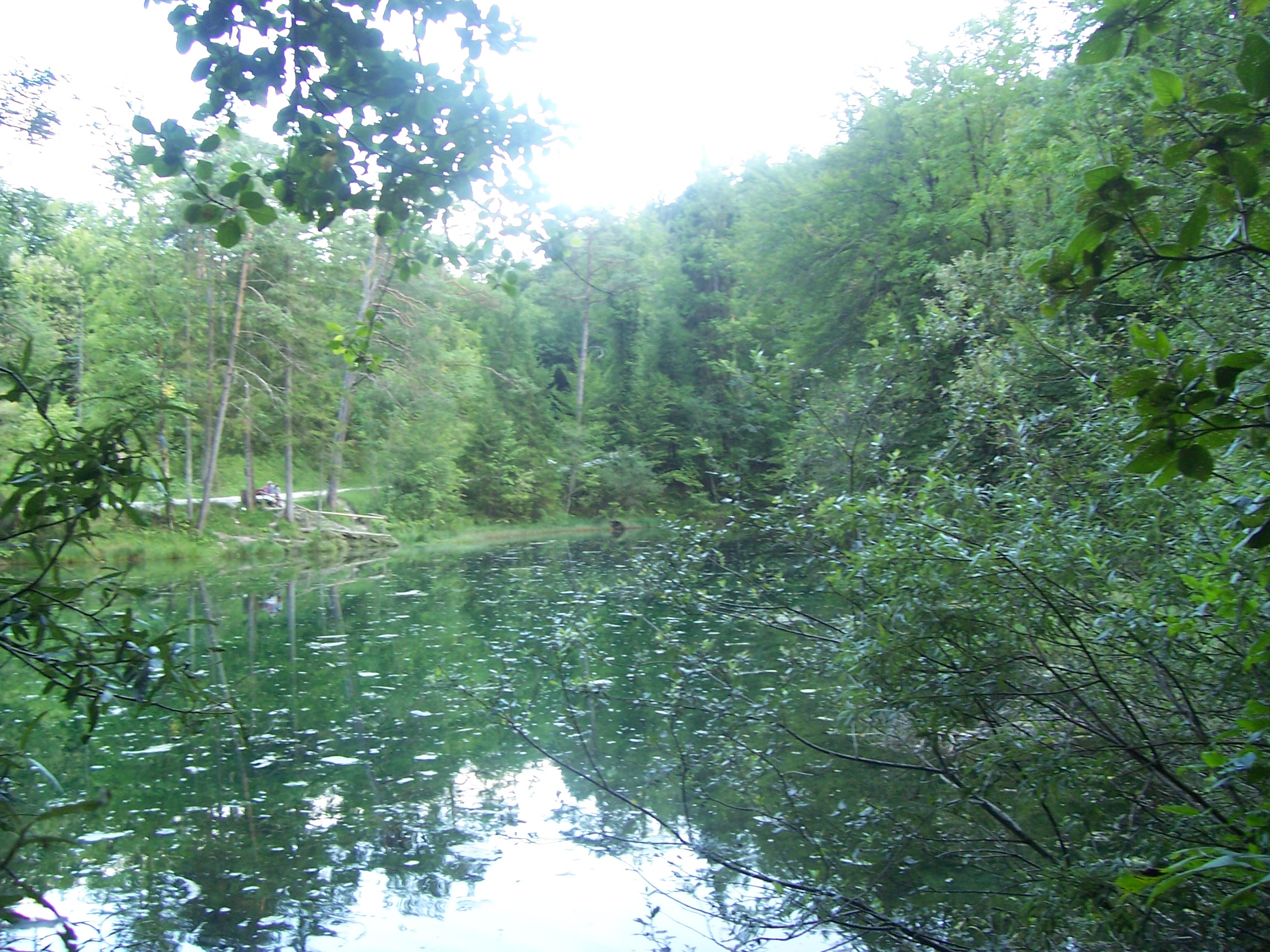

利斯特湖（德語：Listsee），是德國的湖泊，位於該國東南部，由巴伐利亞州負責管轄，處於巴特賴興哈爾，長0.12公里、寬0.05公里，面積0.004平方公里，海拔高度640米。